# Aleksandrowice, Bielsko-Biała
Aleksandrowice (tiếng Đức: Alexanderfeld) là một quận của Bielsko-Biała, Silesian Voivodeship, miền nam Ba Lan. Nó nằm ở phía tây trung tâm của thành phố, ở Silesian Foothills. Quận có diện tích 1.6988 km 2 và vào ngày 31 tháng 12 năm 2006 có 1.821 cư dân.

## Lịch sử
Việc giải quyết phát sinh sau khi phân chia một trang trại địa phương nằm ở phía nam của Stare Bielsko, diễn ra trong những năm 1787 - 1790. Sau đó nó được công nghiệp hóa một phần với sự phát triển công nghiệp rộng lớn hơn của Bielsko và môi trường xung quanh. Về mặt chính trị, nó thuộc về Công quốc Bielsko, trong Vương triều Habsburg.
Sau các cuộc cách mạng năm 1848 tại Đế quốc Áo, một khu tự quản hiện đại đã được giới thiệu tại dế quốc Áo-Silesia tái thiết lập. Ngôi làng trở thành một phần của đô thị Stare Bielsko được đăng ký vào khu chính trị và pháp lý của Bielsko. Nó trở thành một đô thị riêng biệt vào năm 1864.
Theo các cuộc điều tra được tiến hành vào năm 1880, 1890, 1900 và 1910, dân số của đô thị đã tăng từ 1797 (năm 1880) lên 2426 (năm 1910) với đa số là người nói tiếng Đức bản địa (từ 77,3% đến 87,3%) đi kèm với một nhóm thiểu số nói tiếng Ba Lan (nhiều nhất là 22,1% vào năm 1890) và một số ít người nói tiếng Séc (nhiều nhất là 12 hoặc 0,6% vào năm 1890), về mặt tôn giáo vào năm 1910, đa số là người Tin lành (50,4%), tiếp theo là Công giáo La Mã (47,5%), người Do Thái (51 hoặc 2,1%) và 2 người theo tôn giáo khác. Sau đó nó được coi là một phần của một hòn đảo ngôn ngữ Đức xung quanh Bielsko (tiếng Đức: Bielitz-Bialaer Sprachinsel).
Sau Thế chiến I, sự sụp đổ của Áo-Hung, Chiến tranh Tiệp Khắc của Ba Lan và sự phân chia của Cieszyn Silesia vào năm 1920, nó đã trở thành một phần của Ba Lan. Sau đó nó bị Đức Quốc xã thôn tính vào đầu Thế chiến II. Sau chiến tranh, nó đã được trả lại Ba Lan. Những cư dân nói tiếng Đức địa phương bỏ trốn hoặc bị trục xuất.
Aleksandrowice trở thành một phần hành chính của Bielsko vào năm 1938 (Bielsko-Biała từ năm 1951).